# Xenylla betulae
Xenylla betulae är en urinsektsart som beskrevs av Fjellberg 1985. Xenylla betulae ingår i släktet Xenylla och familjen Hypogastruridae. Inga underarter finns listade i Catalogue of Life.